# Sở giao dịch chứng khoán Luân Đôn

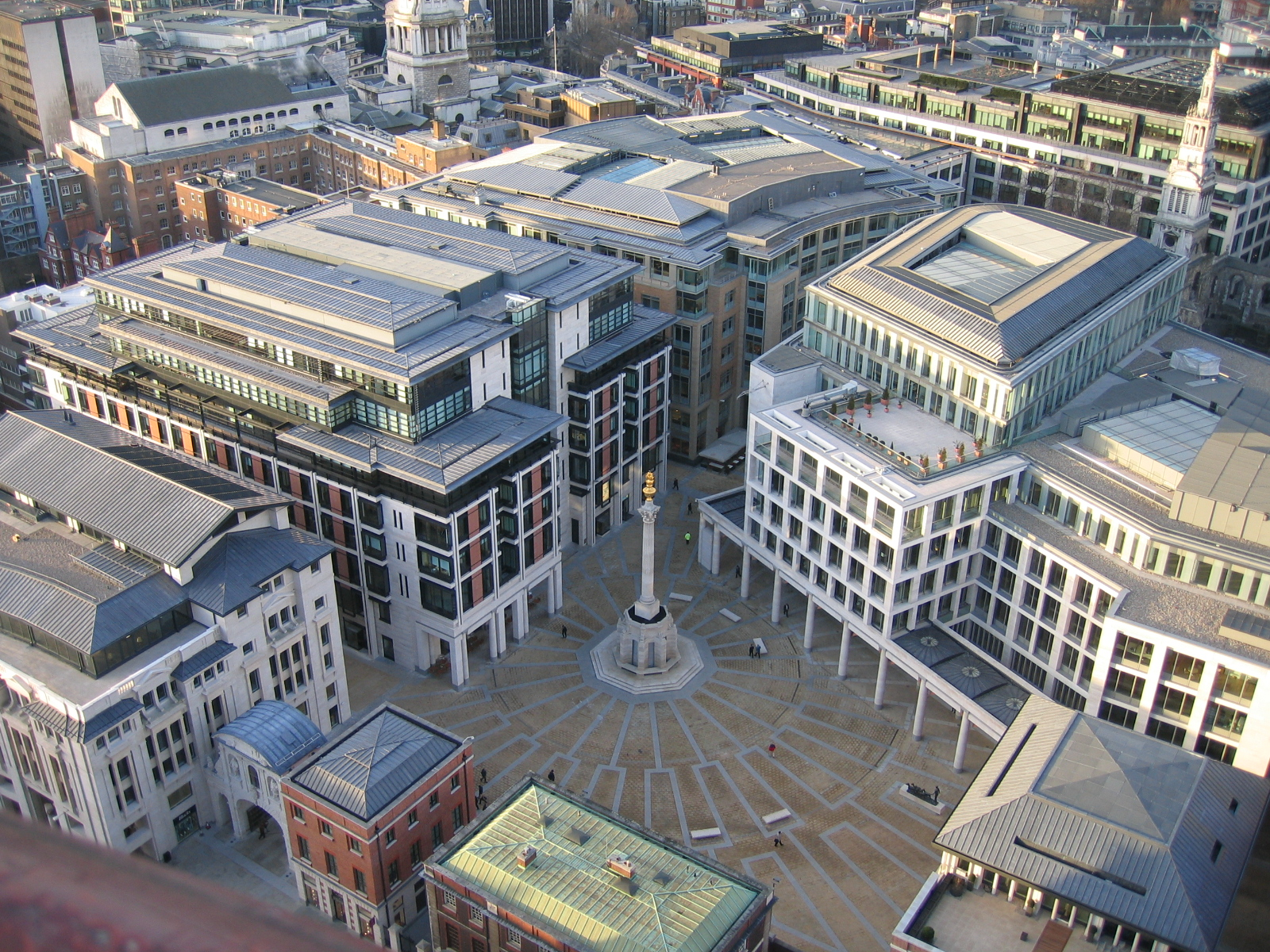
Quảng trường Paternoster; LSEG nằm ở tòa nhà ở phần lớn gốc phải của ảnh này.

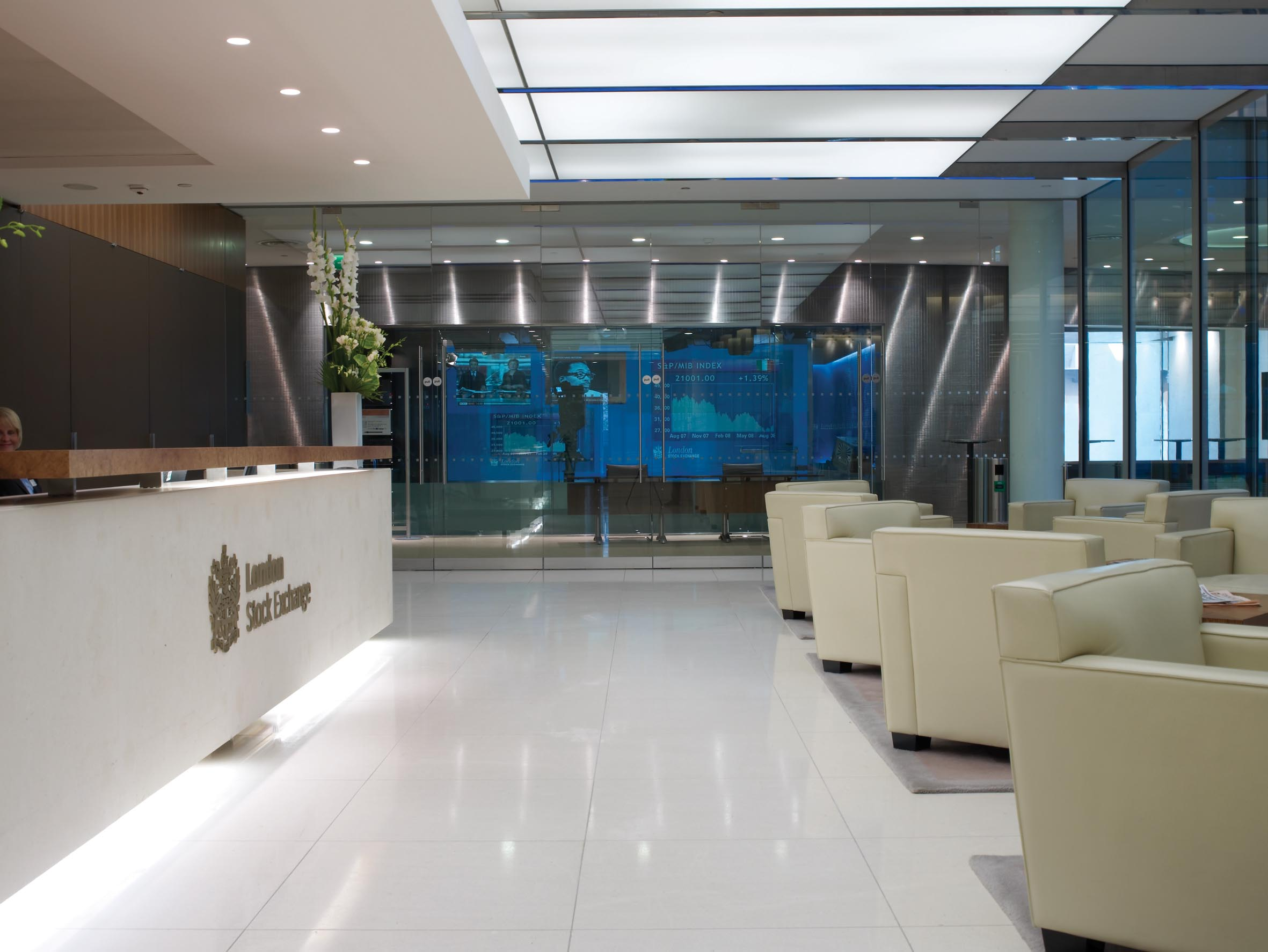
Nội thất Sở giao dịch chứng khoán Luân Đôn

Sở giao dịch chứng khoán London (tiếng Anh: London Stock Exchange - LSE) nằm tại London, Anh Quốc. Được thành lập từ 1801, đây là một trong những cơ sở giao dịch chứng khoán lâu đời nhất thế giới, với nhiều công ty trong Liên Hiệp Anh và ở nước ngoài niêm yết.
Trụ sở của London Stock Exchange hiện đặt tại số 10, quảng trường Paternoster tại trung tâm của Thành phố London, gần Nhà thờ chính tòa Thánh Paul. Sở giao dịch này thuộc Tập đoàn Giao dịch chứng khoán London.
Sở giao dịch chứng khoán Luân Đôn là một trong những sàn giao dịch chứng khoán lâu đời nhất thế giới và có thể theo dõi lịch sử của nó từ năm 1571. Tập đoàn giao dịch chứng khoán Luân Đôn được tạo ra vào tháng 10 năm 2007 khi Sở giao dịch chứng khoán Luân Đôn sáp nhập với Sở giao dịch chứng khoán Milan, Borsa Italiana.

## Lịch sử

### Quán cà phê
Sàn Giao dịch Hoàng gia đã được thành lập bởi Thomas Gresham trên mô hình của Antwerp Bourse, được xem như là một thị trường chứng khoán. Nó đã được thành lập bởi Nữ hoàng Elizabeth đệ nhất vào năm 1571.
Trong thế kỷ 17, các nhà môi giới chứng khoán không được phép tham gia vào sàn giao dịch Hoàng gia do cách cư xử thô lỗ của họ. Họ phải hoạt động trong những cơ sở khác ở gần đó, trong đó đặc biệt là quán cà phê Jonathan. Tại quán cà phê đó, một nhà môi giới tên là John Casting bắt đầu niêm yết giá của một vài mặt hàng, tỷ giá hối đoái và các điều khoản quan trọng về than đá, muối và giấy trong 1698. Ban đầu, đây không phải là danh sách được xuất bản hàng ngày mà chỉ có vài ngày trong tuần.
Sau đó bản danh sách này và các hoạt động giao dịch được chuyển đến quán cà phê Garraway. Những cuộc đấu giá công cộng trong lúc này đã được thực hiện trong suốt khoản thời gian mà ngọn nến cháy và kết thúc khi ngọn nến tàn,việc này còn được gọi là phiên đấu giá "dựa trên chiều dài của ngọn nến". Khi cổ phiếu tăng giá, cùng với các công ty mới tham gia để huy động vốn, hội đồng hoàng gia cũng đặt thêm một số tiền. Đây là những dấu hiệu sớm nhất của việc tổ chức kinh doanh trong thị trường chứng khoán tại London.

### Sàn giao dịch Hoàng gia
Sau khi sàn giao dịch Gresham bị phá hủy trong trận hỏa hoạn ở London,sau đó nó được xây dựng lại và tái thành lập vào năm 1669. Đây là một bước ngoặt trong việc ra khỏi phạm vi các quán cà phê và là bước tiến đến mô hình của thị trường chứng khoán hiện đại.
Sàn Giao dịch Hoàng gia không chỉ dành cho nhà môi giới mà còn cho các thương nhân và hàng hóa. Đây là sự ra đời của thị trường chứng khoán có quy định, việc này đã làm nảy sinh vấn đề là sự hình thành của những công ty môi giới không có giấy phép. Để điều chỉnh vấn đề này, Quốc hội đã thực hiện một số hành động trong năm 1697 đặt ra những khoản phạt nặng, cả về tài chính và pháp lý đối với những nhà môi giới không có giấy phép. Nó đã thiết lập ra một con số cố định các nhà môi giới (100), mà sau này tăng lên khi thương mại phát triển. Sự cố định này đã dẫn đến việc phát sinh một số vấn đề, một trong số đó là thương nhân đã bắt đầu rời khỏi Sàn Giao dịch Hoàng gia, tự nguyện hoặc bị trục xuất và bắt đầu giao dịch trên đường phố London. Trên đường nơi họ giao dịch còn được biết đến như "Phố Giao dịch và trao đổi" đây là nơi thích hợp vì được đặt gần Ngân hàng Anh. Quốc hội đã cố gắng để điều chỉnh lại và ra lệnh cấm các thương nhân không hợp lệ giao dịch trên những con phố.
Các công ty đã trở nên kiệt quệ như "bong bóng" khi các công ty liên tục mọc lên và phá sản một cách nhanh chóng, vì vậy họ đã thuyết phục Quốc hội thông qua một điều khoản ngăn chặn các công ty không phù hợp hình thành.
Sau cuộc chiến tranh bảy năm (1756-1763), việc giao dịch tại quán cà phê Jonathan lại bùng nổ một lần nữa. Trong năm 1773, Jonathan, cùng với 150 nhà môi giới khác, thành lập một câu lạc bộ và mở một "sàn giao dịch chứng khoán" mới và chính thức hơn trong phố Sweeting. Điều này đã đạt ra một khoản phí tham gia, sau khi nộp khoản phí này thương nhân có thể vào phòng chứng khoán và giao dịch chứng khoán.Tuy nhiên đây không phải là vị trí duy nhất để giao dịch, các cuộc giao dịch cũng diễn ra trong các gian phòng lớn của Ngân hàng Anh. Gian lận, lừa gạt cũng hoành hành trong những thời gian này và để ngăn chặn các cuộc giao dịch đó, đã có đề xuất là những người sử dụn phòng chứng khoán trả thêm lệ phí gia tăng.Điều này không được hoan nghênh và cuối cùng, giải pháp được đặt ra dưới hình thức lệ phí hàng năm và nó được chuyển đến Sàn Giao dịch vào phòng đăng ký chứng khoán.
Phòng Đăng ký được thành lập vào năm 1801 là nơi được tuân theo quy định đầu tiên ở London, nhưng sự chuyển đổi không được hoan nghênh tất cả các bên. Vào ngày đầu tiên của phiên giao dịch,những người không phải là thành viên đã bị trục xuất bởi một nhân viên cảnh sát. Mặc dù sự lộn xộn này, một tòa nhà mới và lớn hơn đã được lên kế hoạch, tại hội đồng Capel.
William Hammond đặt viên đá đầu tiên cho tòa nhà mới này vào ngày 18 tháng năm. Nó được hoàn thành vào ngày 30 tháng 12 khi dòng chữ "giao dịch chứng khoán" được khắc trên lối vào.

### Bộ luật đầu tiên
Trong những năm hoạt động đầu tiên của thị trường, nhiều trường hợp đã làm xuất hiện rõ vấn đề là các quy định hay những điều luật cơ chủ yếu bị thiếu trong hội đồng thương mại Capel.Vào tháng 2 năm 1812, Ủy ban hành chính đã tiếp thu các kiến nghị được đưa ra, mà sau này trở thành nền tảng của bộ luật đầu tiên được hệ thống hóa của thị trường giao dịch. Mặc dù văn bản này không được hoàn thiện, cách giải quyết vấn đề khá khuôn mẫu,nhưng trên thực tế,nó cũng khá toàn diện.
Cùng với những mệnh lệnh mới của chính phủ và sự gia tăng số lượng giao dịch tại đây, Thị trường chứng khoán đã dần dần trở thành một bộ phận trong nền kinh tế của thành phố. Mặc dù những lời chỉ trích liên tục từ báo chí và công chúng, chính phủ đã sử dụng tcác tổ chức chứng khoán để gia tặng một số lượng lớn tiền cho các cuộc chiến tranh chống lại Napoleon.
Thị trường trong và ngoài nước
Sau chiến tranh và đối mặt sự bùng nổ của nền kinh tế thế giới, nước ngoài cho các thị trường tiềm năng như Brazil, Peru và Chile vay. Đặc biệt, thị trường nước ngoài cũng cho phép các nhà buôn và thương gia tham gia vào và Sàn giao dịch Hoàng gia đã chủ trì tất cả các phiên giao dịch có nước ngoài tham gia. Sự gia tăng ngày càng lớn của việc kinh doanh ở nước ngoài dẫn đến việc kinh doanh chứng khoán nước ngoài cũng phải được cho phép trong thị trường chứng khoán trong nước.
Giống như London nơi trở nên khá hứng thú với sự phát triển của thương mại quốc tế, vương quốc Anh cũng được hưởng lợi từ sự bùng nổ kinh tế. Hai thành phố khác đã đặc biệt thể hiện sự phát triển mạnh mẽ trong lĩnh vực kinh doanh, cụ thể là Liverpool và Manchester. Do đó, trong năm 1836, cả hai thị trường chứng khoán Manchester và Liverpool được mở ra. Đây cũng là khoản thời gian mà môi giới chứng khoán được công nhận là một nghề kinh doanh thực sự và thu hút nhiều doanh nhân tham gia. Tuy nhiên, khi bước vào thời kì suy thoái, và vào năm 1835 "cơn hoảng loạn Tây Ban Nha " chạm đến thị trường, kéo dài đến 1 đến 2 năm sau đó. Một số cổ phiếu tăng mạnh ở mức 10%, 20% và 30%, một tuần.

#### Thị trường chứng khoán trước chiến tranh thế giới
Tháng 6 năm 1853, cả hai bên tham gia giao dịch và các nhà môi giới đã trở nên rất nhiều nên chiếm nhiều diện tích, nên giờ đây thị trường chứng khoán trở nên đông đúc một cách bất tiện và kế hoạch mở rộng đã được đặt ra.Sàn giao dịch đã được mở rộng phía tây, phía đông và phía bắc, sau đó đã có quyết định Sàn Giao dịch cần một cơ sở hoàn toàn mới. Thomas Allason được bổ nhiệm làm kiến trúc sư chính, và tháng 3 năm 1854, một tòa nhà mới lấy cảm hứng từ The Great Exhibition đã được ra đời. Đây là một cải tiến lớn đối với cả môi trường và không gian xung quanh, với hai tầng.
Vào giữa những năm 1800, điện thoại, mã băng và điện báo đã được phát minh. Những công nghệ mới đã trở thành một cuộc cách mạng trong giao dịch ở thị trường chứng khoán. Mặc dù đã có liên kết giữa tất cả các thành phố lớn trong nước trong những năm 1840, các nhà quản lý tại Sàn Giao dịch ban đầu không bị thuyết phục bởi các lợi ích của điện thoại và nó không được áp dụng trước năm 1878. Hầu hết những lo ngại đều gắn liền với cậu hỏi liệu việc kinh doanh trở nên thu hút hơn hoặc bị thất bại khi dùng các thiết bị mới. Người quản lý cuối cùng đã đầu hàng ý kiến ban đầu của họ và điện thoại nhanh chóng trở thành một trong những công cụ môi giới chứng khoán quan trọng nhất.

#### Chiến tranh thế giới thứ nhất
Là trung tâm tài chính của thế giới, cả thành phố và các khu giao dịch chứng khoán chịu ảnh hưởng nặng nề bởi sự bùng nổ của Chiến tranh thế giới thứ nhất vào năm 1914. Lúc đầu, giá tăng do nỗi sợ hãi đang gia tăng rằng các khoản tiền gửi đang bị rút lại và các ngân hàng nước ngoài đang có nhu cầu vay hoặc nâng cao lãi suất.Đã có quyết định đóng cửa Sàn Giao dịch để xoa dịu tình hình và mở rộng ngân hàng August Holiday để ngăn chặn việc rút tiền hàng loạt từ các ngân hàng,nó được vội vã thông qua bởi cả hai nơi Ủy ban và Nghị viện. Sàn Giao dịch chứng khoán đã được đóng cửa từ cuối tháng Bảy cho đến năm sau, và một lần nữa các giao dịch đường phố quay lại cũng như xuất hiện một " hệ thống thách thức " 
Sở Giao dịch đã được mở cửa trở lại vào ngày 4 tháng 1 năm 1915 dưới sự một sự hạn chế, như tất cả các giao dịch đều phải bằng tiền mặt.Do những hạn chế và khó khăn trong hoạt động kinh doanh gây ra bởi chiến tranh, hàng ngàn thành viên đã rời khỏi sàn giao dịch giữa năm 1914 – 18.Khi hòa bình cuối cùng cũng trở lại vào tháng Mười một năm 1018, tâm trạng sau chiến tranh trên sàn giao dịch cũng khá căng thẳng.
Vào năm 1923, thị trường chứng khoán đã được nhận huy chương riêng của nó (coat of arms) với khẩu hiệu "Dictum Meum Pactum", Lời nói của tôi là sự cam kết của tôi
Chiến tranh thế giới thứ hai
Năm 1937, kinh nghiệm từ Chiến tranh thế giới thứ nhất đã làm cho các quan chức tại Sàn giao dịch lập những kế hoạch để xử lý các tình huống khi chiến tranh xảy ra. Một trong những mối quan tâm chính là các cuộc không kích và đánh bom trong phạm vi của sàn giao dịch, và có một đề xuất là di dời đến Denham. Tuy nhiên điều này đã không được diễn ra. Vào ngày đầu của tháng 9 năm 1939, Sàn Giao dịch đã bị đóng cửa "cho tới khi có thông báo tiếp theo" và hai ngày sau đó, tuyên bố chiến tranh đã được ban ra. Không giống như từ cuộc chiến tranh trước, Sở Giao dịch mở cửa lại sáu ngày sau đó, vào ngày 07 tháng 9.
Khi chiến tranh leo thang vào năm thứ hai, những mối quan tâm cho cuộc không kích lớn hơn bao giờ hết. Cuối cùng, vào đêm 29 tháng 12 năm 1940, một trong những vụ cháy lớn nhất trong lịch sử của London đã diễn ra. Sàn giao dịch đã bị đánh bởi 1 quả bom, may mắn thay đã được dập tắt nhanh chóng. Kinh doanh trực tiếp trên sàn đã giảm đáng kể và hầu hết các cuộc giao dịch đã được thực hiện qua điện thoại để giảm các thiệt hại.
Sở Giao dịch trên thực tế chỉ đóng cửa trong một ngày trong cuộc chiến, vào năm 1945 do thiệt hại từ một quả tên lửa V2, lúc đó giao dịch vẫn được tiếp tục trong tầng hầm ở nhà.

#### Sau chiến tranh
Sau khi một số thời kỳ hỗn loạn, thị trường chứng khoán đã có những năm khởi sắc vào cuối những năm 1950 và công việc kinh doanh đã thực sự bùng nổ. Điều này đã đẩy các quan chức để tìm một địa điểm phù hợp hơn cho trụ sở mới của mình. Công việc trên Stock Exchange Tower được bắt đầu vào năm 1967.Trụ sở mới của sàn giao dịch cao 321 feet, có 26 tầng với Hội đồng Quản trị ở tầng cao nhất, và tầng giữa là nơi cho các công ty trực thuộc hoạt động. Nữ hoàng Elizabeth II đã chính thức khánh thành tòa nhà vào ngày 08 tháng 11 năm 1972 và công trình xây dựng hoàn thành đã trở thành 1 cột mốc cho sự phát triển của thành phố, với sàn giao dịch rộng 23.000 ft vuông của nó.
1973 là năm của những thay đổi cho Sàn Giao dịch chứng khoán. Thứ nhất,lệnh cấm kinh doanh đã được bãi bỏ. Một văn bản của Ủy ban Tư bản đề nghị cho phép cả phụ nữ và những người nước ngoài vào. Và thứ hai, tháng ba, Sàn Giao dịch Chứng khoán London (chính thức) hợp nhất với 11 thị trường giao dịch khu vực Anh và Ailen. Việc mở rộng này đã dẫn đến việc thành lập một chức vụ mới là Giám đốc điều hành, sau quá trình tìm kiếm rộng rãi,vị trí này đã được trao cho Robert Fell. Các thay đổi của Chính phủ cũng tiếp tục vào năm 1991, khi Hội đồng quản trị của sàn giao dịch chứng khoán được thay thế bằng một Hội đồng quản trị được điều ra từ những thành viên của sàn giao dịch, điều hành và cơ sở người dùng. Điều này cũng đánh dấu sàn giao dịch chứng khoán cũ nay đã đổi tên thành "Sàn Giao dịch Chứng khoán Luân Đôn '.
Chỉ số FTSE 100 (Footsie 100) đã được đưa ra bởi tờ Financial Times và người cộng tác giao dịch chứng khoán trong tháng 2 năm 1984.Và nó đã trở thành một trong các chỉ số quan trọng nhất của tất cả các và có khả năng theo dõi sự lên xuống của 100 công ty hàng đầu được liệt kê trên sàn giao dịch.

#### "Big Bang"
Sự kiện lớn nhất xảy ra vào năm 1980 chính là việc bãi bỏ một số quy định của thị trường tài chính ở Anh vào năm 1986. Cụm từ Big Bang được đặt ra để mô tả các biện pháp như việc bãi bỏ các loại phí hoa hồng cố định và sự phân biệt giữa những nàh đầu cơ chứng khoán và nhà môi giới chứng khoán trên sàn chứng khoán London, cũng như thay đổi từ giao dịch bằng lời nói bằng giao dịch qua màn hình điện tử.
Trong năm 1995 thị trường chứng khoán thực hiện dự án thị trường đầu tư thay thế (Alternative Investment Market), AIM, cho phép các công ty phát triển mở rộng ra thị trường quốc tế. Hai năm sau, Dịch vụ Thương mại điện tử (Electronic Trading Service) viết tắt (SETS) đã được đưa ra, nâng cao tốc độ và hiệu quả cho thị trường. Sau này, các dịch vụ CREST cũng đã được đưa ra. Năm của thiên niên kỷ mới, năm 2000, các cổ đông đã bỏ phiếu để chuyển đổi thành công ty trách nhiệm hữu hạn: London Stock Exchange plc. LSE cũng chuyển giao vai trò của nó từ danh sách những cộng ty cổ phần ở anh trở thành các cơ quan dịch vụ tài chính (FSA-UKLA)
EDX London, một công ty đa quốc gia mới, được thành lập trong năm 2003 có mối quan hệ đối tác với Tập đoàn OM. Sàn Giao dịch cũng đã thu nhận cộng ty Proquote, một nhà cung cấp các dữ liệu thị trường và các hệ thống kinh doanh.
Tòa nhà Stock Exchange Tower đã trở thành thừa thãi với sự cải tiến của Big Bang, mà nó đã bỏ đi nhiều hoạt động trực tiếp trên sàn giao dịch chứng khoán vì nó đã làm gia tăng việc sử dụng các hệ thống máy tính cho phép giao dịch gián tiếp được ưu tiên hơn giao dịch trực tiếp. Như vậy, trong năm 2004, sàn giao dịch đã di chuyển đến một trụ sở mới ở quảng trường Paternoster, gần Nhà thờ Thánh Paul.
Trong năm 2007 Sàn Giao dịch Chứng khoán London sáp nhập với Borsa Italiana, tạo thành Tập đoàn Giao dịch Chứng khoán London (LSEG). Trụ sở chính của tập đoàn đặt ở quảng trường Paternoster.

## Các hoạt động

### Thị trường sơ cấp
Những nhà cung cấp dịch vụ hỗ trợ các công ty trên toàn thế giới tham gia thị trường vốn của London để huy động nguồn vốn. LSE cho phép công ty huy động tiền, đưa ra lý lịch của họ và có được một số thông tin về giá trị thị trường thông qua nhiều con đường, vì vậy có thể theo dõi thông tin các công ty qua toàn bộ tiến trình IPO.
Sàn giao dịch mở thêm một số thị trường cho từng danh mục, tạo cơ hội cho các công ty có quy mô khác nhau liệt kê ra. Công ty quốc tế có thể đưa ra một số sản phẩm tại London bao gồm cổ phiếu, chứng chỉ lưu ký và nợ, cung cấp những cách thức khác nhau và các mức chi phí trong việc huy động vốn. Năm 2004 tập đoàn đã mở một văn phòng ở Hồng Kông và đã thu hút hơn 200 công ty từ khu vực châu Á – Thái bình.
Đối với các công ty lớn có thể được đưa vào danh sách ở thị trường cao cấp. Điều này hoạt động như một hình thức trong tình trạng tương đồng khi mà UKLA cũng như các tiêu chí của thị trường chứng khoán London được đáp ứng. IPO lớn nhất (Phát hành cổ phiếu lần đầu)trên thị trường chứng khoán được kết thúc trong tháng năm 2011 bởi cộng ty đa quốc gia Glencore plc. Công ty huy động được $10bn vào nguồn vốn, làm cho nó trở thành một trong những lần IPO lớn nhất.
Trong điều khoản về chứng khoán của doanh nghiệp nhỏ hơn trong thị trường đầu tư thay thế (AIM). Đối với công ty quốc tế bên ngoài của EU,nó áp dụng chứng chỉ lưu ký (DR) như một cách để lên sàn và huy động vốn.
Những lợi ích trong việc tham gia một trong những thị trường chứng khoán bao gồm:
-Cung cấp khả năng truy cập vào vốn cho sự tăng trưởng và hoạt động tài chính cho những phát triển sau này
-Cả mở rộng phạm vi của cổ đông và tạo ra một thị trường cho cổ phiếu của công ty
-Dựa vào các giá trị trên thị trường chứng khoán đặt ra mục tiêu kinh doanh cho công ty
Có hai thị trường chuyên môn:
Thị trường chứng khoán chuyên nghiệp thị trường này tạo điều kiện tăng vốn thông qua phát hành các cộng cụ chứng khoán nợ đặc biệt hoặc các chứng chỉ lưu ký (DRs) cho các nhà đầu tư chuyên nghiệp. Thị trường hoạt động dưới sự quản lý của Recognised Investment Exchange (1 công ty chiu trách nhiệm quản lý giao dịch chứng khoán ở london), và vào tháng Bảy,2011 nó có 32 DRs, 108 Trái phiếu châu âu và hơn 350 tín phiếu trung hạn.
Thị trường gây quỹ chuyên môn là thị trường giao dịch chứng khoán dành riêng cho thị trường London, được thiết kế để chấp nhận các quỹ mua xe phức tạp, các mô hình quản lý và chứng khoán. Nó thích hợp chỉ cho các tổ chức, những chuyên gia và những nàh đầu tư có vốn hiểu biết cao.Thị trường gây quỹ đặc biệt là một thị trường theo qui chế của EU và vì thế chứng khoán được phát hành trong thị trường phải thích hợp cho hầu hết yêu cầu của nhà đầu tư tạo ra môi trường phù hợp cho nàh phát hành vào thị trường.